# Збірна СНД з футболу
Збірна СНД з футболу — штучно створена збірна, яка представляла Співдружність Незалежних Держав. Ця збірна виникла за необхідністю, оскільки збірна СРСР вже забронювала собі місце на Євро-1992, кваліфікуючись туди до розпаду СРСР наприкінці 1991 року. Тому єдиним законним способом взяти участь у цьому турнірі була участь об'єднаної команди.

## Історія
Збірна СНД провела лише три офіційні гри в фінальній частині Євро-1992, та сім товариських. В усіх іграх збірна СНД виступала під білим прапором, на якому було написано англійською C.I.S. (Commonwealth of Independent States), а замість гімну перед матчем виконувався фінал 9-ї симфонії Бетховена. Протягом всього нетривалого періоду існування збірної СНД, її головним тренером був Анатолій Бишовець.
Зігравши на Євро перші 2 гри внічию зі збірними Нідерландів (0-0) і Німеччини (по 1-1), 18 червня 1992 року збірна СНД зіграла свій останній матч на турнірі та в своїй історії взагалі проти збірної Шотландії, який програла з рахунком 0-3.
Після завершення турніру, виникли 12 збірних, проте збірна Росії проголосила себе наступницею збірної СРСР та СНД.

## Всі матчі
| 1992 рік       |                  |     |
| Тов.           | США — СНД        | 0:1 |
| Тов.           | Сальвадор — СНД  | 0:3 |
| Тов.           | США — СНД        | 2:1 |
| Тов.           | Ізраїль — СНД    | 1:2 |
| Тов.           | Іспанія — СНД    | 1:1 |
| Тов.           | СНД — Англія     | 2:2 |
| Тов.           | Данія — СНД      | 1:1 |
| ЧЕ             | Німеччина — СНД  | 1:1 |
| ЧЕ             | Нідерланди — СНД | 0:0 |
| ЧЕ             | Шотландія — СНД  | 3:0 |
| Всього:        |                  |     |
| І В Н П М      |                  |     |
| 10 3 5 2 12−11 |                  |     |

## Склад
Заявка на Євро-1992
| №               | Гравець              | Клуб (у 1992)     | Дата народження  | Вік      | Ігор     | Голів    |          |
| Воротарі        | Воротарі             | Воротарі          | Воротарі         | Воротарі | Воротарі | Воротарі | Воротарі |
| --------------- | -------------------- | ----------------- | ---------------- | -------- | -------- | -------- | -------- |
| 1               | Дмитро Харін         | ЦСКА (Москва)     | 16 серпня 1968   | 23       |          |          |          |
| 12              | Станіслав Черчесов   | Спартак (Москва)  | 2 вересня 1963   | 28       |          |          |          |
| Захисники       |                      |                   |                  |          |          |          |          |
| 2               | Андрій Чернишов      | Спартак (Москва)  | 7 січня 1968     | 24       |          |          |          |
| 3               | Кахабер Цхададзе     | Спартак (Москва)  | 7 вересня 1968   | 23       |          |          |          |
| 4               | Ахрік Цвейба         | Динамо (Київ)     | 10 вересня 1966  | 25       |          |          |          |
| 5               | Олег Кузнецов        | Глазго Рейнджерз  | 28 серпня 1965   | 26       |          |          |          |
| 18              | Віктор Онопко        | Спартак (Москва)  | 14 жовтня 1969   | 22       |          |          |          |
| 20              | Андрій Іванов        | Спартак (Москва)  | 6 квітня 1967    | 25       |          |          |          |
| Півзахисники    |                      |                   |                  |          |          |          |          |
| 6               | Ігор Шалімов         | Фоджа             | 2 лютого 1969    | 23       |          |          |          |
| 7               | Олексій Михайличенко | Глазго Рейнджерз  | 30 березня 1963  | 29       |          |          |          |
| 8               | Андрій Канчельскіс   | Манчестер Юнайтед | 23 січня 1969    | 23       |          |          |          |
| 9               | Сергій Алейніков     | Лечче             | 7 листопада 1961 | 30       |          |          |          |
| 10              | Ігор Добровольський  | Серветт           | 27 серпня 1967   | 24       |          |          |          |
| 16              | Дмитро Кузнецов      | Еспаньйол         | 28 серпня 1965   | 26       |          |          |          |
| 17              | Ігор Корнєєв         | Еспаньйол         | 4 вересня 1967   | 24       |          |          |          |
| 19              | Ігор Ледяхов         | Спартак (Москва)  | 22 травня 1968   | 24       |          |          |          |
| Нападники       |                      |                   |                  |          |          |          |          |
| 11              | Сергій Юран          | Бенфіка           | 11 червня 1969   | 23       |          |          |          |
| 13              | Сергій Кір'яков      | Динамо (Москва)   | 1 січня 1970     | 22       |          |          |          |
| 14              | Володимир Лютий      | Дуйсбург          | 20 квітня 1962   | 30       |          |          |          |
| 15              | Ігор Коливанов       | Фоджа             | 6 березня 1968   | 24       |          |          |          |
| Головний тренер |                      |                   |                  |          |          |          |          |
| Росія           | Анатолій Бишовець    |                   | 23 квітня 1946   | 46       |          |          |          |
|                 |                      |                   |                  |          |          |          |          |

| Гравців національного чемпіонату: | Гравців національного чемпіонату:             | 9    |
|                                   | Спартак (Москва)                              | 6    |
|                                   | Динамо (Київ), Динамо (Москва), ЦСКА (Москва) | по 1 |
| Легіонерів:                       | Легіонерів:                                   | 11   |
|                                   | Італія                                        | 3    |
|                                   | Іспанія, Шотландія                            | по 2 |
|                                   | Англія, Німеччина, Португалія, Швейцарія      | по 1 |